# Empyreuma
Empyreuma é um gênero de traça pertencente à família Arctiidae.